# Anne Charlotte Leffler
Anne Charlotte Leffler, primo voto Edgren, secundo voto del Pezzo, ps. „Carlot”, „Otto”, „A.Ch.E-n” (ur. 1 października 1849 w Sztokholmie, zm. 21 października 1892 w Neapolu) – szwedzka pisarka modernistyczna.

## Życiorys
Urodziła się 1 października 1849 w Sztokholmie w rodzinie dyrektora szkoły podstawowej Olofa Lefflera i Gustavy, oczytanej córki pastora. Miała trzech braci, w tym starszego od niej matematyka Göstę Mittag-Lefflera, który wraz z matką wspierał ambicje literackie Anne Charlotte.
Zadebiutowała w 1869 zbiorem trzech opowiadań pod tytułem Händelsevis. Trenne teckningar af Carlot, który wydano na koszt jej ojca. W 1872 wyszła za mąż za prawnika Gustava Edgrena. Małżeństwo podniosło status społeczny Anne Charlotte, lecz mąż nie był przychylny jej ambicjom literackim. Pomimo tego zaczęła publikować pod pseudonimami „Carlot”, „Otto”, czy „A.Ch.E-n”. Jej debiutancką sztuką była komedia Skådespelerskan (1876), w której Leffler podkreśliła konflikt pomiędzy tradycyjną rolą kobiety i jej zainteresowaniami artystycznymi.
W latach 80. XX w. zaczęła publikować pod własnym imieniem. Tworzyła krytyczne wobec społeczeństwa sztuki i krótkie opowiadania, których tematyka oscyluje wokół kwestii płci, władzy, erotyzmu i prawa do majątku. Jej najpopularniejszym dziełem jest cykl opowiadań Ur lifvet, w którym przygląda się sztokholmskiej socjecie i analizuje samorealizację i życie erotyczne kobiet, opowiadając się za ich emancypacją.
Leffler należała do nurtu Det unga Sverige (pol. „Młoda Szwecja”), prowadziła także własny salon literacki. Była podziwiana przez młodszych autorów, którzy nazywali ją i Augusta Strindberga „matką i ojcem”. Za jej życia sztuki Leffler wystawiano częściej niż dzieła Strindberga. Jako jedna z pierwszych kobiet została członkinią grupy Publicistklubben. Należała także do stowarzyszeń kobiecych Drägtereformföreningen oraz Nya Idun.
W 1887 wyjechała wraz z bratem Göstą w podróż do Włoch, podczas której poznała włoskiego matematyka Pasquale del Pezzo. W 1889 rozwiodła się z Edgrenem, a rok później wyszła za mąż za del Pezzo, z którym zamieszkała w Neapolu. W tym okresie opublikowała biografię swojej przyjaciółki, matematyczki Sofji Kowalewskiej.
Zmarła 21 października 1892 w Neapolu na zapalenie wyrostka robaczkowego.

## Twórczość
Za źródłem:
- 1869: Händelsevis. Trenne teckningar af Carlot
- 1876: Pastorsadjunkten. Skådespel i tre akter (Skådespelerskan)
- 1882–1890: Ur Lifvet (5 tomów)
- 1883: Elfvan. Skådespel i tre akter
- 1883: Sanna kvinnor
- 1885: Hur man gör godt
- 1887: Kampen för lyckan. Två parallelldramer af K. L. Sthlm
- 1886: En sommarsaga
- 1891: Tre komedier: Den kärleken. Familjelycka. Moster Malvina
- 1893: Efterlämnade skrifter (2 tomy, wydanie pośmiertne)